# Сава Кличковић
Сава Кличковић (Лаћарак, 7. децембар 1916 - Београд, 1. фебруар 1990) био је доктор права, есејиста, песник и баснописац.

## Биографија
Сава Кличковић је завршио основну школу у Лаћарку. Гимназију је похађао у Сремској Митровици (1927 – 1935). Био је ангажован у гимназијској књижевној дружини “Будућност”. У то време објављена је, у београдском “Венцу” (1933), прва Кличковићева песма “Јутарње визије”. Права је студирао у Београду, Бечу и Берлину, где је 1940. одбранио докторат под насловом “Појам експропријације”. Радио је као асистент немачког филозофа Карла Шмита.
За  време Другог светског рата живео је у Бечу. Био је дугогодишњи спољнотрговински представник у Немачкој, САД, Пакистану и Мексику. Путовао је у више од 30 земаља Европе, Азије, Африке и Америке, говорио је енглески, француски и немачки.
Поезију, есеје, путописе, басне, стручне огледе из права и спољне трговине, Кличковић је објављивао у часописима и другим публикацијама у земљи и иностранству. Најрадије се изражавао кратким стихом, језиком басне и зен-приче. 
“Пустиње”, поетско-филозофски есеј наишао је на изузетан одјек у књижевној критици.
Добитник је прве награде часописа “Градина” за есеј “Бенито Серено”. Као врстан познавалац писца Хермана Мелвила, после одржаног предавања у Вашингтону, 1956, проглашен је почасним чланом Мелвиловог друштва у САД.
Аутор јединствене теорије басне.
Поред књижевних и стручних радова у периодичним публикацијама (расправа “Басна као холограм”, 1988), објавио је две књиге: Есеји (1977) и Басне (1989).
Др Сава Кличковић је преминуо 1. фебруара 1990. године у Београду.